# Sumner, Mississippi
Sumner är en av två administrativa huvudorter i Tallahatchie County i Mississippi. Den andra huvudorten är Charleston. Befolkningen var 316 vid folkräkningen år 2010.